# Euphorbia sarawschanica
Euphorbia sarawschanica är en törelväxtart som beskrevs av Eduard August von Regel. Euphorbia sarawschanica ingår i släktet törlar, och familjen törelväxter. Inga underarter finns listade i Catalogue of Life.

## Bildgalleri

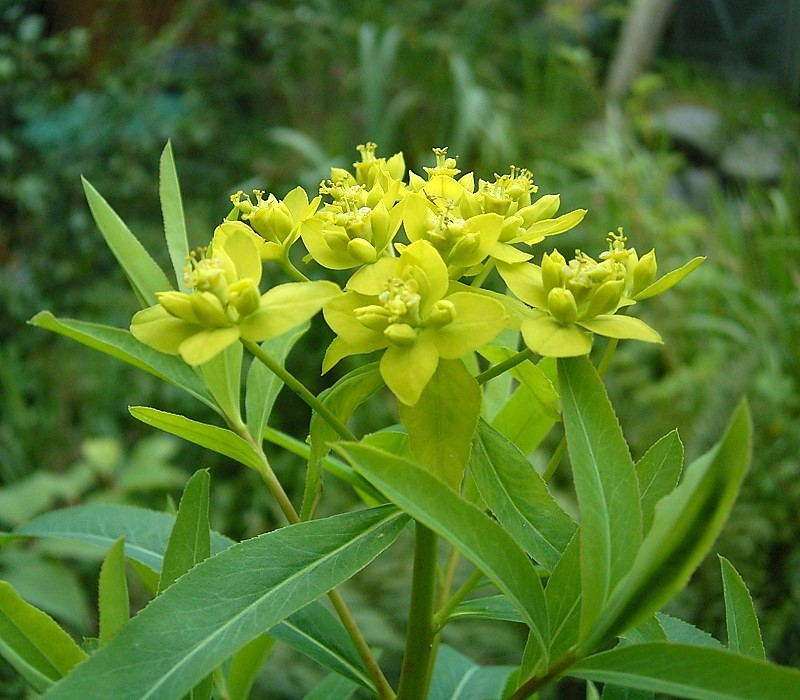
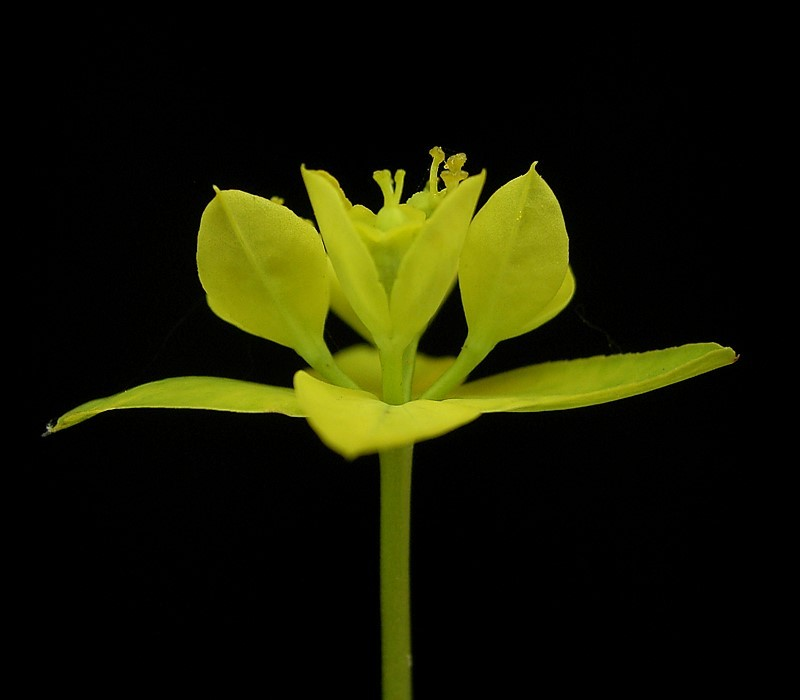
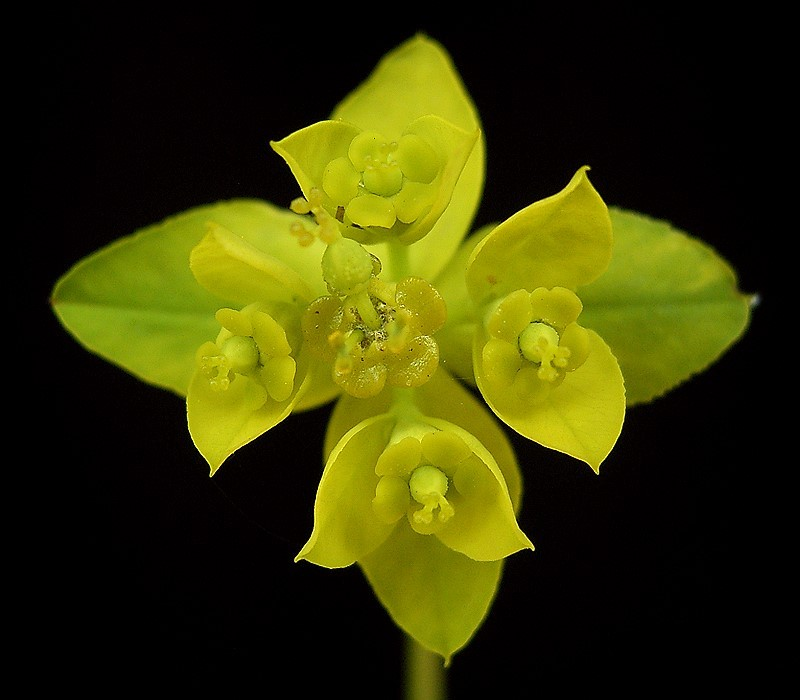
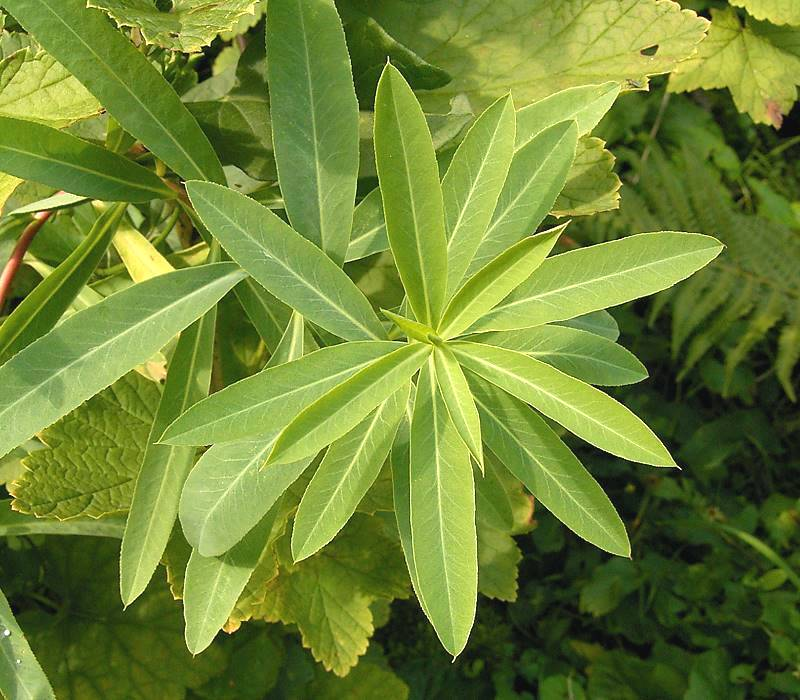